# Чапаевск
Чапа́евск (до 1918 года  Иващенково, с 1918 по 1929 год Троцк) — город областного подчинения в Самарской области России, железнодорожная станция Куйбышевской железной дороги. Центр одноимённого городского округа.
Расположен на берегу реки Чапаевки (приток Волги), в 43 км к юго-западу от Самары. Статус города получил в 1927 году. В черту Чапаевска входят бывший посёлок Иващенково, бывшие сёла Титовка, Губашево, Большое Томылово и пригородные посёлки Нагорный и Садово-Дачный.
Население 70 228 человек (2021). Общая площадь города в пределах городской черты составляет 18 749 га, из которых застроенная территория занимает 11 295 га, (80 % — промышленные и коммунально-складские объекты, 9 % — городская застройка и 11 % — личные хозяйства).
Город трудовой доблести и славы (присваивается постановлением Президиума межгосударственного союза городов-героев).

## Этимология
Возник как посёлок при заводе по изготовлению взрывчатых веществ, построенном вскоре после русско-японской войны артиллерийским генералом Владимиром Порфирьевичем Иващенко, что и определило название — посёлок Иващенково. Во время гражданской войны переименован в Троцк в честь Л. Д. Троцкого. После высылки Троцкого из СССР город 7 февраля 1929 года переименовали в Чапаевск, по фамилии известного участника гражданской войны комдива В. И. Чапаева. 6 января 1930 года в Чапаевск переименовали и ж/д станцию Иващенково.

## История
Покровителем завода являлся великий князь Сергей Михайлович, внук императора Николая I, поэтому завод получил имя Сергиевского, в 1916 году в посёлке был построен храм во имя Преподобного Сергия Радонежского.
По поводу даты основания города нет единого мнения; некоторые источники называют 1909 год.
В зиму 1909/1910 годов на выбранном участке проведены подготовительные и земляные работы. Непосредственное строительство производственных, энергетических, административных и жилых зданий и монтаж оборудования начались с наступлением весны. Торжественная закладка нового государственного предприятия по изготовлению взрывчатых веществ и освящение его строительства состоялись 27 мая 1910 года. На участке, примыкающем к хозяйственному району завода на 75-й версте железной дороги Батраки — Самара, между станциями Ерики и Томылово, 22 сентября 1911 года введён в эксплуатацию железнодорожный разъезд.
К сентябрю 1911 года на заводской площадке было построено 39 каменных производственных зданий, 24 каменных вспомогательных здания и 61 деревянное здание, из них 25 жилых домов, расположенных непосредственно в хозяйственном районе. Церемония открытия нового завода и его освящения прошла 15 сентября 1911 года с участием всех руководителей строительства и представителей высшего артиллерийского руководства России того времени, в том числе великого князя Сергея Михайловича. Это был первый отечественный государственный завод по изготовлению новейших для того времени бризантных взрывчатых веществ — тротила и тетрила. Высочайшим указом от 1 января 1912 года и приказом по заводу № 7 от 26 января 1912 года Самарскому заводу взрывчатых веществ было присвоено наименование Сергиевского в честь генерал-инспектора артиллерии, великого князя Сергея Михайловича.
Административный поселок, включавший в себя первое расширение, представлял собой одноэтажные кирпичные или деревянные срубовые оштукатуренные дома постройки 1910—1913 годов на участке между заводом и линией Самаро-Златоустовской железной дороги, между современными улицами Красноармейской и Комсомольской. Здесь вплоть до наших дней сохранились дома первоначальной заводской постройки. По второму, третьему и четвёртому расширениям были построены четырёх-, шести и десятиквартирные одноэтажные дома, в основном для рабочих, расположенные на участке между современными улицами Пролетарской и Володарского. Единичные дома из этой серии сохранились до наших дней. По другую сторону Самаро-Златоустовской железной дороги и параллельно ей, напротив административного поселка, были возведены коттеджи для семей нижних чинов («белые домики»), за ними быстро стал расти рабочий поселок, состоящий из частных домов индивидуальной постройки.
В конце 1911 года посёлок получил название Иващенково в честь начальника строительства завода генерал-майора Владимира Порфирьевича Иващенко. Таков был почтово-телеграфный адрес этого пункта на Самаро-Златоустовской железной дороге.
В декабре 1918 года Самарские губернские власти приняли решение о переименовании Иващенково в поселок Троцк (в честь военного наркома Советской республики, одного из лидеров РСДРП (б) Троцкого), с 1927 по 1929 годы — г. Троцк.
В 1926 году храм был закрыт и перепрофилирован в Дом Обороны, после Великой Отечественной войны и до 1990-х годов в здании располагался городской Дом Пионеров, в конце 1990-х годов храм возвращён церкви, отреставрирован и возобновил работу.
Вскоре после окончания Гражданской войны советское правительство откликнулось на тайную инициативу Германии, которая предложила России ведение совместных разработок новых видов химического оружия. При этом производство и испытания ОВ должны были идти на советской территории, что не противоречило Версальскому договору. Результатом этих секретных переговоров стало подписание договора между СССР и Германией от 14 мая 1923 года, согласно которому в посёлке Троцк, на бывшем химическом заводе Ушкова, предполагалось развернуть производство иприта (установка «Т») и фосгена (установка «Н»), а также создать технологические линии по заправке произведённых здесь ОВ в артиллерийские снаряды. Со стороны Германии, по поручению рейхсвера, в работах принял участие концерн «У. Штольценберг» (Hugo Stolzenberg). Вскоре во исполнение секретного договора сторонами был подписан учредительный договор от 30 сентября 1923 года о создании на территории СССР смешанного советско-германского акционерного общества (АО) «Берсол». Через 3 года советская сторона взяла курс на самостоятельное (без помощи немцев) развёртывание работ по строительству такого предприятия. Секретное постановление Политбюро ЦК ВКП (б) на этот счёт было принято 25 ноября 1926 года. В нём подчеркивалось, что теперь у СССР появились все возможности для строительства завода по выпуску ОВ в посёлке Троцк без участия немецких специалистов. В постановлении Политбюро ЦК ВКП (б) от 13 января 1927 года констатировалось, что советско-германский договор четырёхлетней давности наша сторона отныне считает расторгнутым. Бывший завод Ушкова был включён в систему ВСНХ (председатель — В. В. Куйбышев) и получил название «Госхимзавод № 2». В конце 1927 года технологические линии этого предприятия выдали 600 тонн хлора, а ещё через два месяца здесь началось также и производство фосгена.
Градообразующими предприятиями Чапаевска в советский период были: завод № 15 (ныне АО «Полимер»), завод № 309 (ныне ФГУП «Металлист»), завод № 102 («Чапаевский завод химических удобрений», где в течение нескольких десятилетий произведены тысячи тонн боевых отравляющих веществ — иприта, люизита, фосгена), Чапаевский артиллерийский испытательный полигон (в конце 20 века — «Чапаевский опытный завод измерительных приборов», ныне ФКП «Приволжский государственный боеприпасный испытательный полигон»), ФКП «Чапаевский механический завод».
В годы Великой Отечественной войны из города ушли на фронт более 18-ти тысяч человек. 10 сентября 1942 года в Чапаевске была сформирована 153 стрелковая дивизия, в январе 1943 года ставшая 57-й гвардейской стрелковой дивизией. Дивизия прошла боевой путь от Дона до Берлина. На фронтах борьбы с нацизмом погибли, по неполным данным, 3500 жителей города. В числе награжденных чапаевцев — 6 Героев Советского Союза.
В период Великой Отечественной войны острой была проблема обеспечения оборонных предприятий города Чапаевска рабочей силой. Мобилизация военнообязанных, расширяющееся военное производство требовали огромного количества рабочих рук. На заводе № 102 количество работников за первый год войны возросло с 1672 до 2379 человек. К оборудованию вместо мужчин встали женщины, в том числе и прибывшие в город в порядке эвакуации из западных районов страны. К концу 1941 года более 70 % всех работающих составляли женщины. В период боёв под Москвой, для помощи заводу в выполнении задания правительства, с ноября 1941 года на заводы № 15 и 309 направлены студенты заводского техникума и спецфакультета Куйбышевского индустриального института. В годы Великой Отечественной войны Чапаевский завод № 15 был одним из немногих предприятий страны, где производилась вся номенклатура необходимых для армии взрывчатых веществ, что внесло большой вклад в Победу советского народа в его борьбе против гитлеровского нацизма.
Условия труда на оборонных предприятиях города (как и на многих предприятиях СССР в годы войны) были чрезвычайно тяжёлыми: преобладал ручной труд при 10—12-часовом рабочем дне, без выходных и праздничных дней. Технологические ошибки сопровождались авариями. За годы Великой Отечественной войны на оборонных предприятиях произошло пять крупных взрывов, в результате которых погибло 108 человек. Самая крупная авария произошла 16 февраля 1944 года. Её жертвами стали 84 человека (работники заводов № 15 и 309, пожарные ОВПО НКВД завода № 15).
В период с 1911 по 1941 год на чапаевском заводе № 15 случилось 32 аварии, сопровождавшихся взрывами, за годы Великой Отечественной войны — 14 аварий, 69 пожаров и 18 взрывов, а в послевоенный период — 26 таких инцидентов. После 1940 года в этих происшествиях пострадало более 560 человек, из них 175 погибли.
Чапаевский артиллерийский полигон Народного комиссариата тяжёлой промышленности в посёлке Нагорный был создан в 1934 году на основе контрольно-испытательного отдела Тоцкого окружного артиллерийского полигона ПриВО. Все военнослужащие полигона, в том числе первый начальник полигона Фёдор Гончаровский, были сохранены в кадрах Главного артиллерийского управления Наркомата обороны. Во время Великой Отечественной войны здесь проводились испытания продукции более чем 120 заводов наркомата — снаряды, мины, авиабомбы. Завод также производил патроны и реактивные снаряды для боевых машин реактивной артиллерии БМ-8 и авиации. После войны на полигоне производились испытания артиллерийских снарядов, мин, ракет и их комплектующих — механических и радиовзрывателей, дистанционных трубок, капсюлей-воспламенителей и детонаторов. На испытания поступали все партии боеприпасов от 24 заводов Поволжья и Урала, изготовленные для Вооружённых Сил и поставляемые за рубеж для орудий наземной, зенитной, корабельной артиллерии, самолётов и вертолётов. Испытывались на полигоне также узлы для ракет-носителей и космических аппаратов, включая научно-исследовательские спутники серии «Бион». Здесь испытана система аварийного спасения космонавтов для пилотируемых кораблей «Союз».
История ФКП «Чапаевский механический завод» начинается с капсюльного завода «Металлист», который был основан в 1913 году на территории, прилегающей к Сергиевскому заводу взрывчатых веществ, и долгое время работал в его составе под наименованием «первое производство», вплоть до образования самостоятельного завода № 309 в мае 1939 года. Он начал выдавать продукцию с апреля 1916 года (изготовление капсюлей к винтовочным патронам, капсюлей-детонаторов, гильз к взрывателям, снаряжение капсюльных втулок и ручных гранат). В первый год Великой Отечественной войны, когда заводы такого профиля эвакуировались с запада на восток страны, коллектив завода взял на себя значительную часть объёмов производства и номенклатур и в сжатые сроки во много раз превзошёл довоенный уровень производства. По сравнению с довоенным 1940 годом, объём производства на заводе в 1941 году вырос в 2,5 раза, в 1942 в 4 раза, а в 1943 году почти в пять раз при росте численности рабочих на 60 %. С началом войны на заводе развернулись работы по ускоренному вводу новых производственных мощностей, реконструкции действующих производств, круглосуточно производился монтаж резервного оборудования, оборудования собственного изготовления и поступающих с эвакуированных заводов. В 1950-е и последующие годы перед заводом была поставлена задача изготовления новых оборонных и гражданских изделий в больших объёмах, практическое решение которой было возможно лишь на базе технического перевооружения завода. Приказом Министерства в 1955 году на заводе было создано специальное конструкторское бюро по разработке средств механизации и автоматизации технологических процессов. С 1955 по 1992 год силами коллектива СКБ было разработано большое количество оборудования, станков, технологической оснастки, средств механизации и автоматизации. За 1956—1990 годы на заводе было осуществлено коренное техническое перевооружение, за счёт чего повысилась производительность труда, безопасность работ, улучшились условия труда.

## Население
| 1926    | 1927    | 1931    | 1939    | 1959    | 1962    | 1967    | 1970    | 1973    | 1976    | 1979    |
| ------- | ------- | ------- | ------- | ------- | ------- | ------- | ------- | ------- | ------- | ------- |
| 17 000  | →17 000 | ↗23 000 | ↗58 100 | ↗83 263 | ↗85 000 | ↗87 000 | ↘86 099 | ↘86 000 | ↘84 000 | ↗84 607 |
| 1982    | 1986    | 1987    | 1989    | 1992    | 1996    | 1998    | 2000    | 2001    | 2002    | 2003    |
| ↗86 000 | ↗87 000 | →87 000 | ↗97 984 | ↘95 100 | ↘86 700 | ↘83 500 | ↘82 500 | ↘81 800 | ↘73 912 | ↘73 900 |
| 2005    | 2006    | 2007    | 2008    | 2010    | 2011    | 2012    | 2013    | 2014    | 2015    | 2016    |
| ↘72 700 | ↗72 900 | ↗73 000 | ↗73 300 | ↘72 692 | ↗72 700 | ↘72 424 | ↘72 372 | ↗72 407 | ↗72 815 | ↗72 933 |
| 2017    | 2018    | 2019    | 2020    | 2021    |         |         |         |         |         |         |
| ↗72 944 | ↘72 778 | ↘72 225 | ↘71 720 | ↘70 228 |         |         |         |         |         |         |

На 1 января 2025 года по численности населения город находился на 235-м месте из 1124 городов Российской Федерации.

## Экономика
Городской округ Чапаевск отнесён к городам с монопрофильной экономикой. Основными отраслями экономики являются химическая промышленность и энергетика.
Основные предприятия и организации:
- ПАО «Промсинтез»[38] (создано в феврале 1997 года на базе ОАО «Полимер»);
- Чапаевский завод автожгутов АО «Паккард электрик системс/Самарская кабельная компания» (учредителями выступают американская компания APTIV и ЗАО «СКК»)[39];
- АО «Полимер»;
- АО «Химсинтез»[40];
- ЗАО «Чапаевский завод химических удобрений» (ныне не функционирует, на его территории проводится рекультивация);
- ФКП «Чапаевский механический завод» (бывший завод «Металлист»)[41];
- Чапаевский завод по уничтожению химического оружия;
- ФКП «Приволжский государственный боеприпасный испытательный полигон» (бывший ФГУП «Чапаевский опытный завод измерительных приборов»);
- ООО «Чапаевский завод силикатного кирпича»[42];
- АО «Чапаевский завод мешкотары»;
- ООО «Чапаевский завод металлоконструкций»[43];
- ООО «Чапаевский завод железобетонных конструкций»;
- ООО «Прогресс»[44];
- Чапаевские производственное отделение филиала Самарские распределительные сети ПАО «Россети Волга»[45];
- Чапаевская группа электроподстанций 220 киловольт и Южный участок службы ЛЭП филиала ПАО «Федеральной сетевой компании Единой энергетической системы» Самарского предприятия магистральных электрических сетей (ПАО «Россети»)[46];
- Чапаевский район электросетей АО «Самарская сетевая компания»[47];
- ООО «Чапаевский электродный завод»;
- Чапаевское отделение ПАО «Самараэнерго» (энергосбыт)[48];
- ПАО «Теплоэнергокомпания»;
- «Чапаевскгоргаз», филиал ОАО «Средневолжская газовая компания»[49];
- ПАО «Водоканал»;
- ООО «Волгопромхим»;
- АО «Волгатех-99»;
- ООО «Фармапол-Волга»;
- ООО «Промперфоратор»[50];
- ПАО «Томыловский элеватор»;
- Чапаевский грузовой речной порт (ныне не функционирует, оборудование распродано).

#### ТОР «Чапаевск»
Постановлением Правительства РФ от 12 февраля 2019 года № 126 утвержден статус территории опережающего социально-экономического развития.

## Транспорт
Узкоколейная железная дорога Чапаевского силикатного завода — Заводская узкоколейная железная дорога, колея 750 мм. Эксплуатируется в настоящее время 2 км. Грузовое движение, перевозка песка от песчаного карьера до силикатного завода ООО «Чапаевский силикат».

## Образование и наука
В Чапаевске находится Юго-западное управление Министерства образования и науки Самарской области.
В Чапаевске находится 17 дошкольных образовательных учреждений.
Начальное и среднее общее образование:
- ГБОУ средняя общеобразовательная школа № 1
- ГБОУ средняя общеобразовательная школа № 3
- ГБОУ средняя общеобразовательная школа № 4
- ГБОУ основная общеобразовательная школа № 5
- ГБОУ средняя общеобразовательная школа № 8
- ГБОУ средняя общеобразовательная школа № 9
- ГБОУ средняя общеобразовательная школа № 10
- ГБОУ средняя общеобразовательная школа «Центр образования» (бывшая школа № 11)
- ГБОУ основная общеобразовательная школа № 12
- ГБОУ средняя общеобразовательная школа № 13
- ГБОУ основная общеобразовательная школа № 21
- ГБОУ средняя общеобразовательная школа № 22
- ГБОУ основная общеобразовательная школа № 23
- Гимназия при Чапаевском губернском колледже
- ГБОУ школа-интернат № 1 основного общего образования
- ГКОУ Специальная (коррекционная) школа-интернат для детей-сирот и детей, оставшихся без попечения родителей, с ограниченными возможностями здоровья г. Чапаевска

Дополнительное образование детей:
- Дом детского творчества
- Детская художественная школа
- Детская музыкальная школа № 1
- Детская музыкальная школа № 2
- Детско-юношеская спортивная школа № 1
- Детско-юношеская спортивная школа № 2

Среднее профессиональное образование:
- Чапаевский губернский колледж
- Чапаевский химико-технологический техникум

## Достопримечательности

### Здания, сооружения
- Храм Преподобного Сергия Радонежского
- Дом-коммуна — интересный артефакт, занимающий целый квартал по улице Орджоникидзе. Построен в 1929 году и является единственным в Самарской области, хотя были разработаны проекты и для других городов края. Четырёхэтажное неоштукатуренное здание в форме ровного параллелепипеда имеет внутри мелкие ячейки-комнаты, чередующиеся с общими кухнями и санузлами, а также длинный коридор через все здание. Практика домов-коммун была осуждена специальным постановлением ЦК ВКП(б) от 16 мая 1930 года «О работе по перестройке быта»[53].

### Памятники, скульптуры
- Скульптура «Мыслящий рабочий» — открыта 29 октября 1963 года в память о героическом трудовом прошлом Чапаевска. Авторами и исполнителями скульптуры стали один из учащихся городского училища и его отец. В 2017 году скульптура была отреставрирована и установлена в сквере, в историческом центре города[54].

- Скульптурная композиция «Семья львов» — открыта в октябре 2018 года в районе городского ЗАГСа. Скульптура была изготовлена в Санкт-Петербурге потомственным скульптором, членом союза художников Санкт-Петербурга Александром Алексеевичем Мурзиным и символизирует величие и силу семьи[55].

## СМИ
- Газета «Чапаевский рабочий»
- Газета «Всякая всячина»
- Телеканал Буревестник
- Радиостанция «Чапаевский Гостиный Двор» 94.8FM

## Общественные советы и общественные организации города
- Общественный совет юго-западного образовательного округа[56]. — координирующий и экспертно-консультационный орган, действующий на общественных началах. Он играет важную роль в деле развития системы образования округа. В состав членов совета входят главы муниципальных образований, входящих в юго-западный округ, представители родительской общественности, образовательных учреждений, организаций и предприятий, находящихся на территории муниципальных образований.
- Общественный Совет при Думе городского округа Чапаевск[57]. — является постоянно действующим коллегиальным экспертно-консультативным и совещательным органом (председатель — Богданчиков Леонид Николаевич).
- Общественный молодёжный парламент при Думе городского округа Чапаевск[58]. — является постоянно действующим совещательным и консультативным органом при Думе городского округа Чапаевск, созданный с целью содействия деятельности Думы в сфере регулирования прав и законных интересов молодёжи (председатель — Форофонтова Евгения Игоревна).
- Школьно-студенческий совет при Думе городского округа Чапаевск — представительный орган ученического и студенческого самоуправления, является постоянно действующим, коллегиальным совещательным и консультативным органом при Думе (председатель — Шкарин Владислав).
- Общественный совет при Отделе МВД России по г. Чапаевску (председатель — Складчиков Александр Александрович)[59].
- Общественный совет при Главе городского округа Чапаевск[60] (председатель — Устинова Ольга Викторовна).
- Чапаевская территориально-производственная первичная организация Всероссийского общества слепых (председатель - Любовь Борисовна Блоховцова).
- Чапаевское городское общество охотников и рыболовов.
- Чапаевское городское отделение Самарской областной организации Всероссийского общества инвалидов (председатель - Корнеева Наталия Федоровна)
- Союз женщин городского округа Чапаевск (председатель — Артюкова Нина Ивановна).
- Чапаевская городская общественная организация «Медицинская ассоциация г. Чапаевска» (председатель — Сергеев Олег Владимирович).
- Чапаевская городская общественная организация ветеранов (пенсионеров) войны, труда, вооружённых сил и правоохранительных органов (председатель — Комиссаров Юрий Григорьевич).
- Чапаевское отделении Общероссийской общественной организации «Союз пенсионеров России» (председатель — Мокина Лилия Сергеевна).
- Чапаевское местное отделение Самарского областного отделения Всероссийской общественной организации "Русское географическое общество" (председатель — Складчиков Александр Александрович).[61]
- Молодёжная общественная организация «Новые люди» (председатель — Герасимчук Татьяна Юрьевна).
- Чапаевский городской совет Самарской региональной общественной организации «Труженики тыла и ветераны труда» (председатель — Панюкова Ольга Александровна).
- Первичная журналистская организации г. Чапаевска Самарской областной организации Союза журналистов России.
- Общественная организация "Русский Культурно — Просветительный Центр «Наследие» г.о. Чапаевск.
- Благотворительный фонд «Солнышко».
- Координационный совет организаций профсоюза г.о. Чапаевск (председатель — Борисова Галина Юрьевна).
- Совет работодателей городского округа Чапаевск (председатель — Карпов Владимир Владимирович).

## Экология
В связи с размещением в границах города предприятий химической промышленности к 1990-м годам в Чапаевске сложилась сложная экологическая обстановка. Поэтому в городе идёт работа по экологической реабилитации и охране здоровья населения. Так, к 1992 году удалось поднять процент «нормальных» рождений (детей, родившихся без патологий) до 8 %. Вся территория, включая реку, до сих пор остаётся заражённой люизитом, ипритом и другими боевыми отравляющими веществами.
Благодаря Федеральной целевой программе «Социально-экологическая реабилитация территории и охрана здоровья населения г. Чапаевска Самарской области» и целому комплексу мер в свое время были реализованы мероприятия по экологической реабилитации селитебной территории города. Выполнена рекультивация улиц Артиллерийской, Красноармейской, Медицинской, Пролетарской, Рабочей, Куйбышева, Ленина; реконструкция и ремонт центральных водопроводов по данным улицам; ремонт фасадов жилых домов в центральной части города. Все эти меры позволили очистить почву (и, как следствие, атмосферу) города от диоксинов, гексохлорана и других загрязняющих веществ 1—3 классов опасности.
С 2015 года в Чапаевске реализуется муниципальная программа, направленная на улучшение социально-экологической обстановки на территории городского округа. Около 30-ти лет Чапаевская лаборатория по мониторингу загрязнения атмосферного воздуха контролирует состояние атмосферы на территории города, оперативно реагирует на жалобы жителей. Наблюдения проводятся на трех стационарных постах, в зонах влияния промышленных предприятий и по обращениям населения. За 2017 год отобрано и проанализировано порядка 13 000 проб воздуха на 14 примесей. В целом уровень загрязнения воздуха в Чапаевске характеризуется как «низкий» и остается таким на протяжении последних пяти лет. В целях снижения выбросов загрязняющих веществ, промышленными предприятиями города ежегодно реализуются планы природоохранных мероприятий, за 2017 год работы по этим планам выполнены природоохранные мероприятия на сумму чуть более 20 млн руб.
Постоянно проводятся мероприятия, акции, конкурсы, способствующие экологическому воспитанию и просвещению граждан. Такие, например, как акции по очистке от мусора водоохранных зон и мест массового отдыха горожан, по озеленению территорий общего пользования и другие.
Город не раз становился призёром региональных экологических конкурсов. По итогам 2017 года Чапаевск стал победителем областного конкурса «ЭкоЛидер» в номинации «Город». Так как Чапаевск получил звание «ЭкоЛидер» уже в третий раз, город также награждён переходящим Кубком и Знаком отличия «ЭкоЛидер Самарской области-2017».
В Самарской области по уровню загрязнённости воздуха г. Чапаевск находится только на 4-м месте после городов Самара, Новокуйбышевск, Сызрань.

## Происшествия

### Взрывы на Приволжском государственном боеприпасном испытательном полигоне в июне 2013 года
Вблизи административной черты города в двух километрах от посёлка Нагорный (восточная часть Чапаевска) расположено Федеральное казённое предприятие «Приволжский государственный боеприпасный испытательный полигон». По разным данным, здесь были складированы от 11 до 18 миллионов единиц боеприпасов, в основном снаряды калибра от 25 до 125 мм, реактивные снаряды, снаряды для зенитных установок, которые хранились на стеллажах в деревянных ящиках под открытым небом. Пожарная сигнализация отсутствовала
Вечером 18 июня 2013 в 18:30 по местному времени складированные здесь боеприпасы сдетонировали.
Грохот от взрыва и поднявшийся в воздух огненно-дымовой «гриб» наблюдался из Самары на удалении в 50 км.
В результате катастрофы имелись многочисленные раненые, один человек погиб (рабочий полигона — гражданин Узбекистана Денис Жилин). Свои дома вынуждены были покинуть 6,5 тыс. жителей, в том числе 825 детей и 1,8 тысячи пожилых людей. Всего за медицинской помощью обратились более 200 человек.
В посёлке работали спасатели МЧС и сапёры Министерства обороны РФ. Автотрасса Р226 Самара-Волгоград с 34-го по 98-й километр была перекрыта со вторника 18 июня по субботу 22 июня 2013. Она была усыпана большим количеством осколков боеприпасов.
Территория вдоль трассы была огорожена колючей проволокой и является опасной зоной из-за большого количества неразорвавшихся снарядов.

## Фильмография
- «Кома: это-правда. Чапаевск&Пустота» — документальный фильм. «Фигаро студио» 2004 г.
- «Кузькина мать. Итоги. Город-яд» — документальный фильм, снятый Александром Андреевым. ВГТРК 2011 г.